# Эсте, Ринальдо д’
Ринальдо д’Эсте (итал. Rinaldo d'Este; 10 августа 1617, Модена, герцогство Модена и Реджо — 30 сентября 1672, там же) — итальянский кардинал из семьи Эсте. Епископ Реджо-Эмилии с 5 декабря 1650 по 23 апреля 1660. Кардинал-дьякон с 16 декабря 1641, с титулярной диаконией Санта-Мария-Нуова с 28 ноября по 12 декабря 1644. Кардинал-дьякон с титулярной диаконией Сан-Никола-ин-Карчере с 12 декабря 1644 по 12 марта 1668. Кардинал-протодьякон с 11 октября 1666 по 12 марта 1668. Кардинал-священник с титулом церкви Санта-Пуденциана с 12 марта 1668 по 18 марта 1671. Кардинал-священник с титулом церкви Сан-Лоренцо-ин-Лучина с 18 марта по 24 августа 1671. Кардинал-протопресвитер с 18 марта по 24 августа 1671. Кардинал-епископ Палестрины с 24 августа 1671 по 30 сентября 1672.